# 11.º Batallón Aéreo de Reemplazo
El 11.º Batallón Aéreo de Reemplazo (11. Flieger-Ersatz-Abteilung) fue una unidad militar de la Luftwaffe de la Alemania Nazi.

## Historia
Fue formado el 1 de octubre de 1935 a partir del 1º Batallón Aéreo de Reemplazo. El 1 de noviembre de 1938 es redesignado 10.º Batallón Aéreo de Reemplazo. Reformado el 1 de noviembre de 1938 en Schönwalde a partir del 12.º Batallón Aéreo de Reemplazo. El 1 de abril de 1939 es redesignado I Grupo/11.º Regimiento de Instrucción Aérea.

## Comandantes
- Coronel Nikolaus Graf von Luckner (1 de noviembre de 1938 - 1 de abril de 1939)